# Misje dyplomatyczne Słowenii

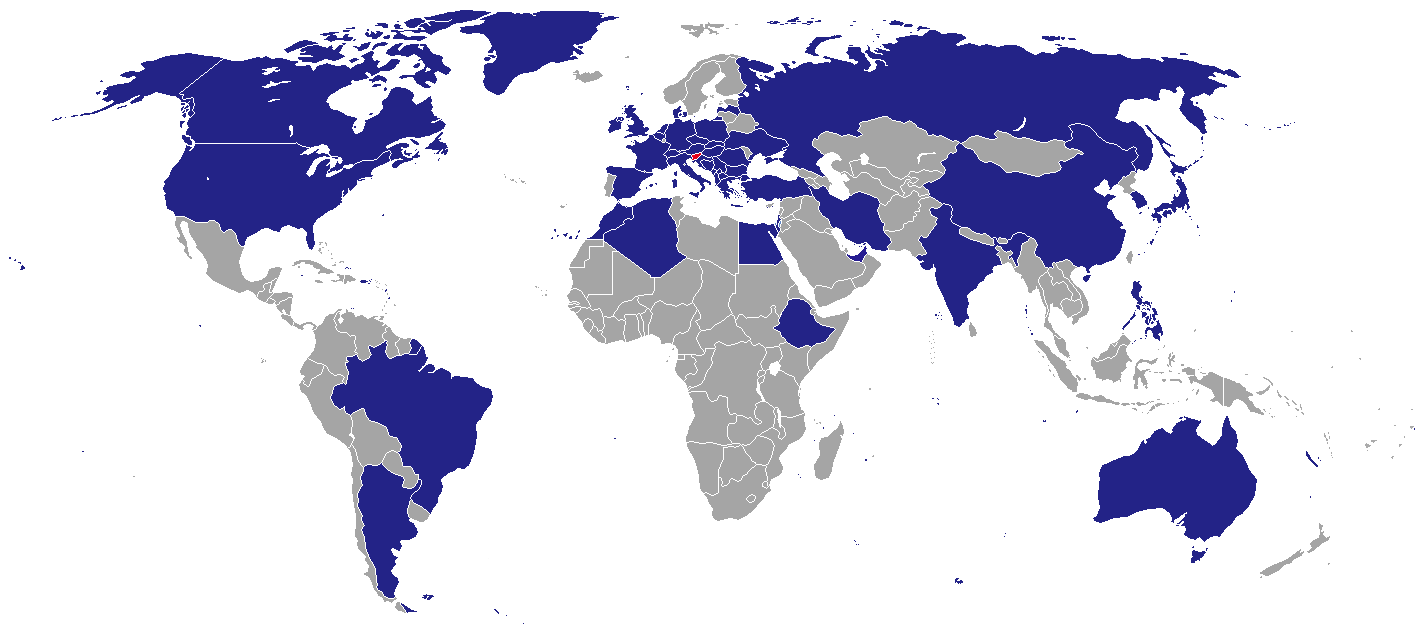
Kraje, w których Republika Słowenii ma swoje przedstawicielstwa dyplomatyczne

Misje dyplomatyczne Słowenii – przedstawicielstwa dyplomatyczne Republiki Słowenii przy innych państwach i organizacjach międzynarodowych. Poniższa lista zawiera wykaz obecnych ambasad i konsulatów zawodowych. Nie uwzględniono konsulatów honorowych.

## Europa
- Albania
  - Tirana (Ambasada)
- Austria
  - Wiedeń (Ambasada)

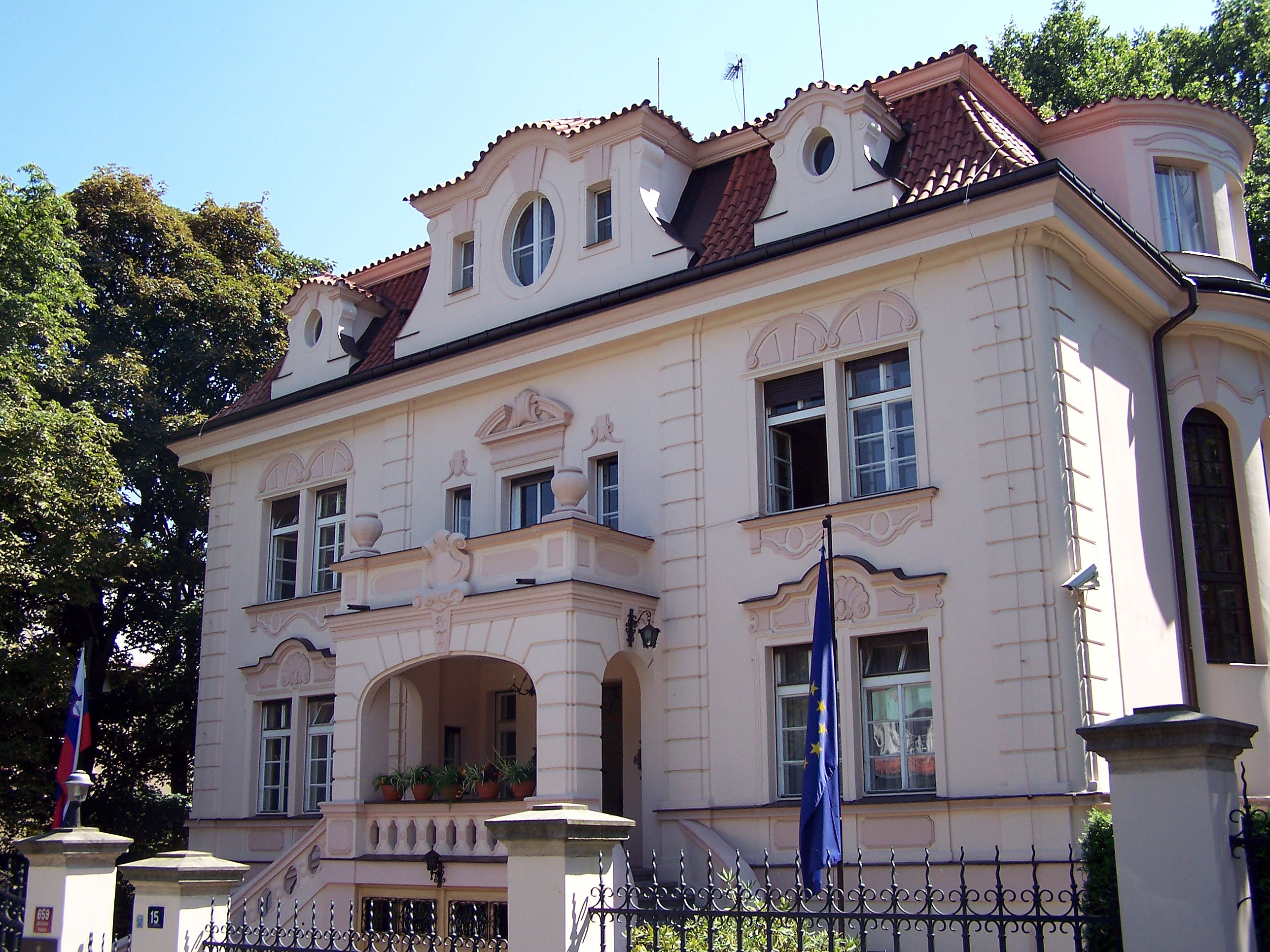
Ambasada Słowenii w Pradze

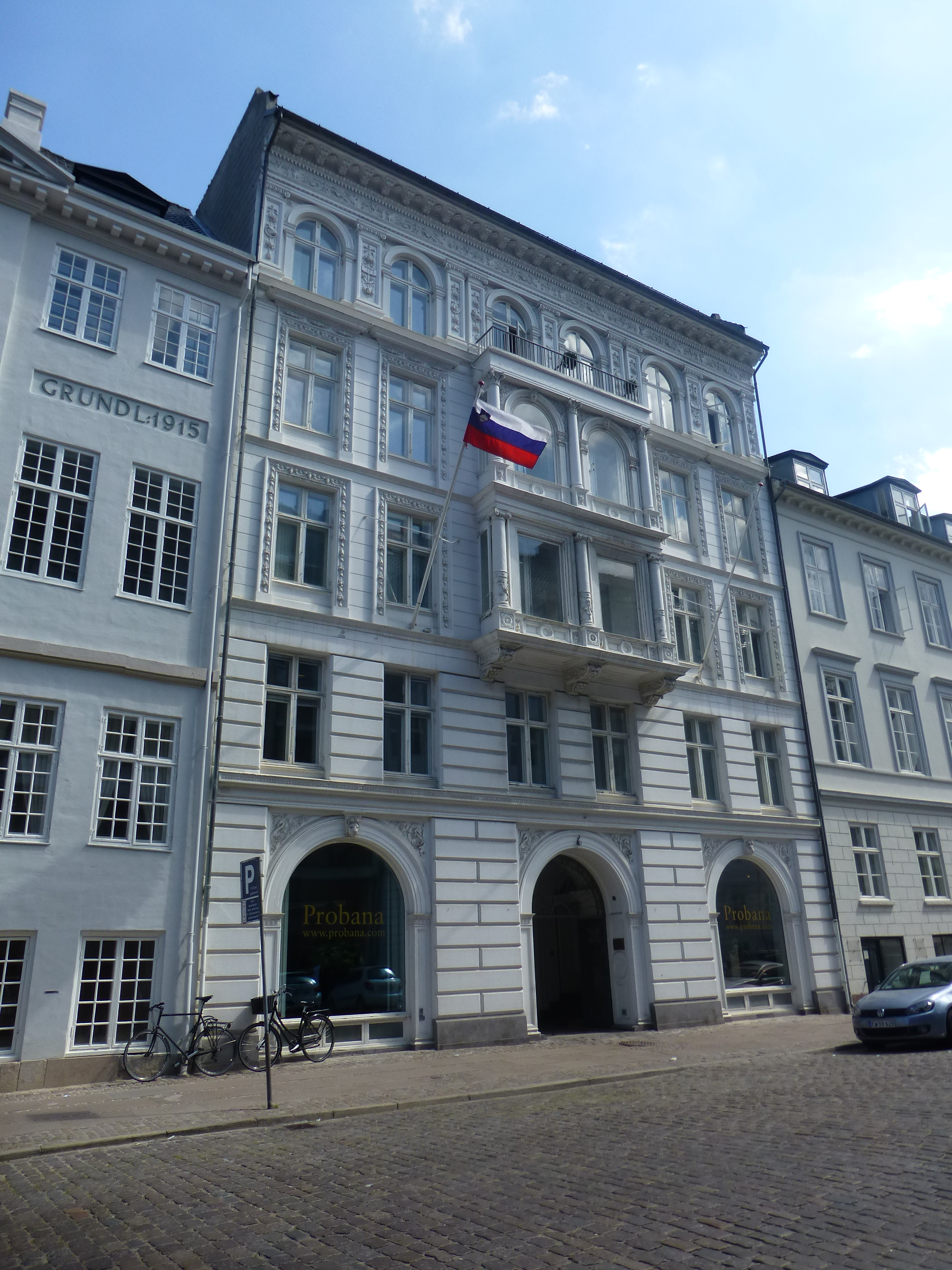
Ambasada Słowenii w Kopenhadze

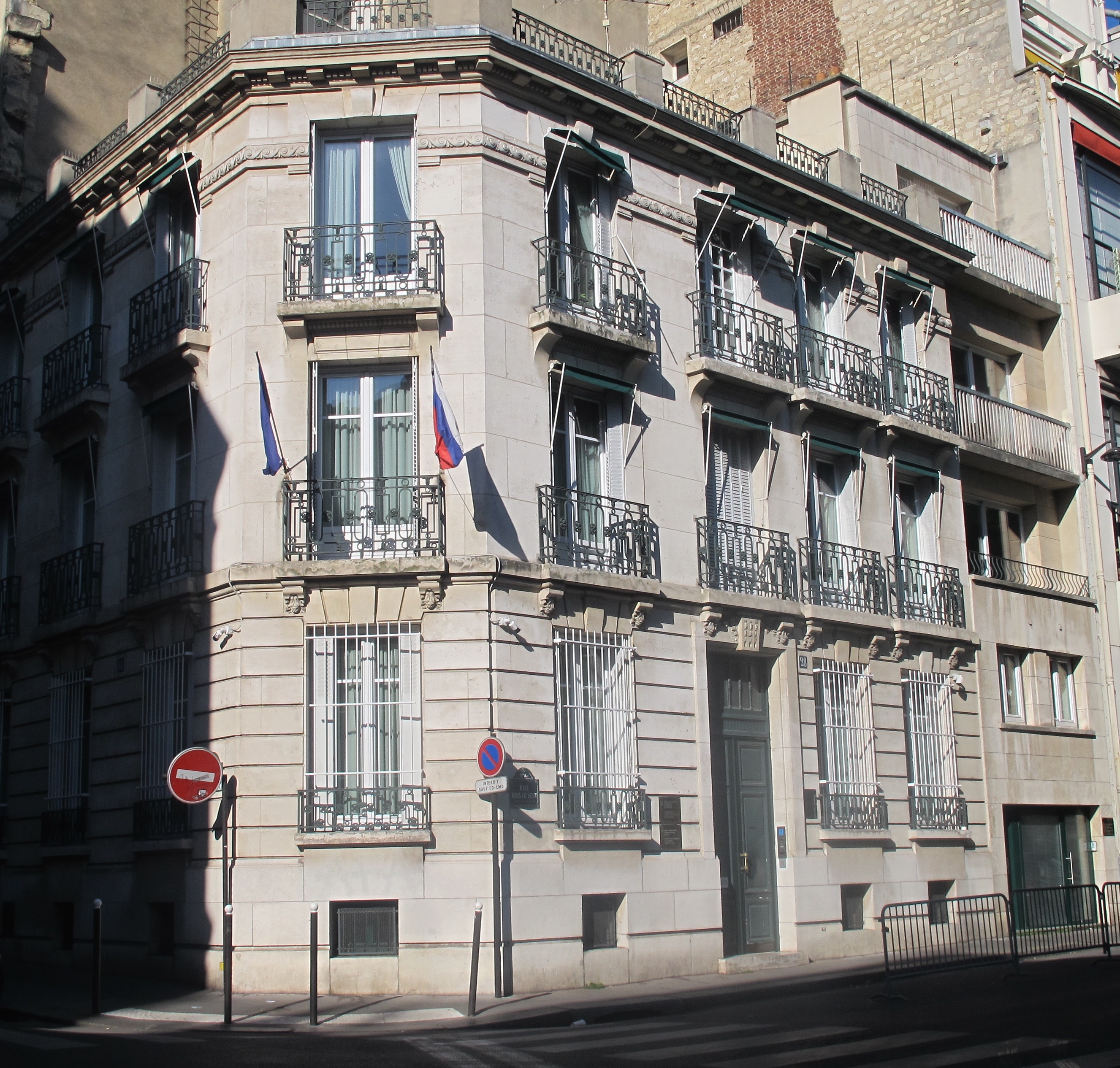
Ambasada Słowenii w Paryżu

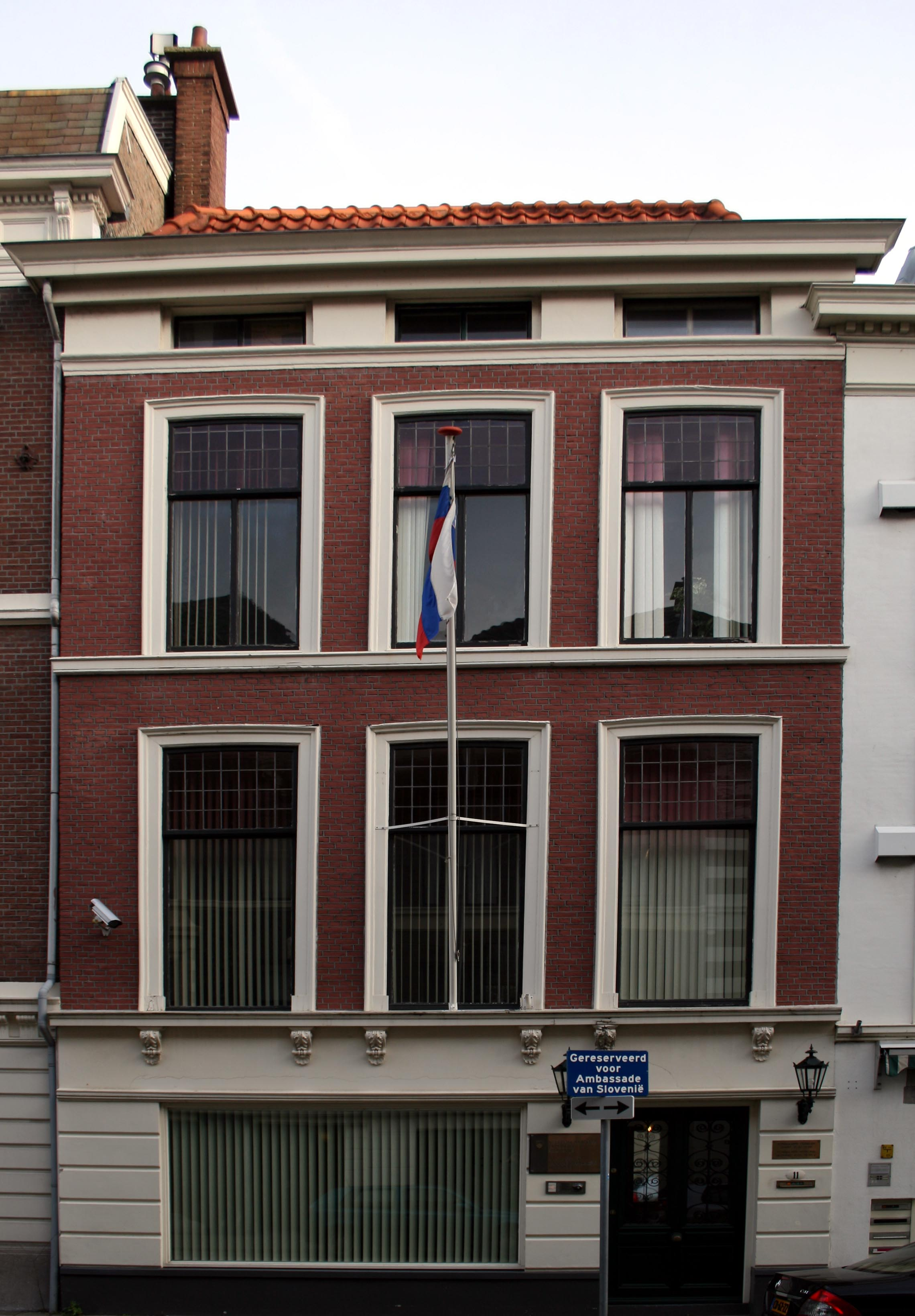
Ambasada Słowenii w Hadze

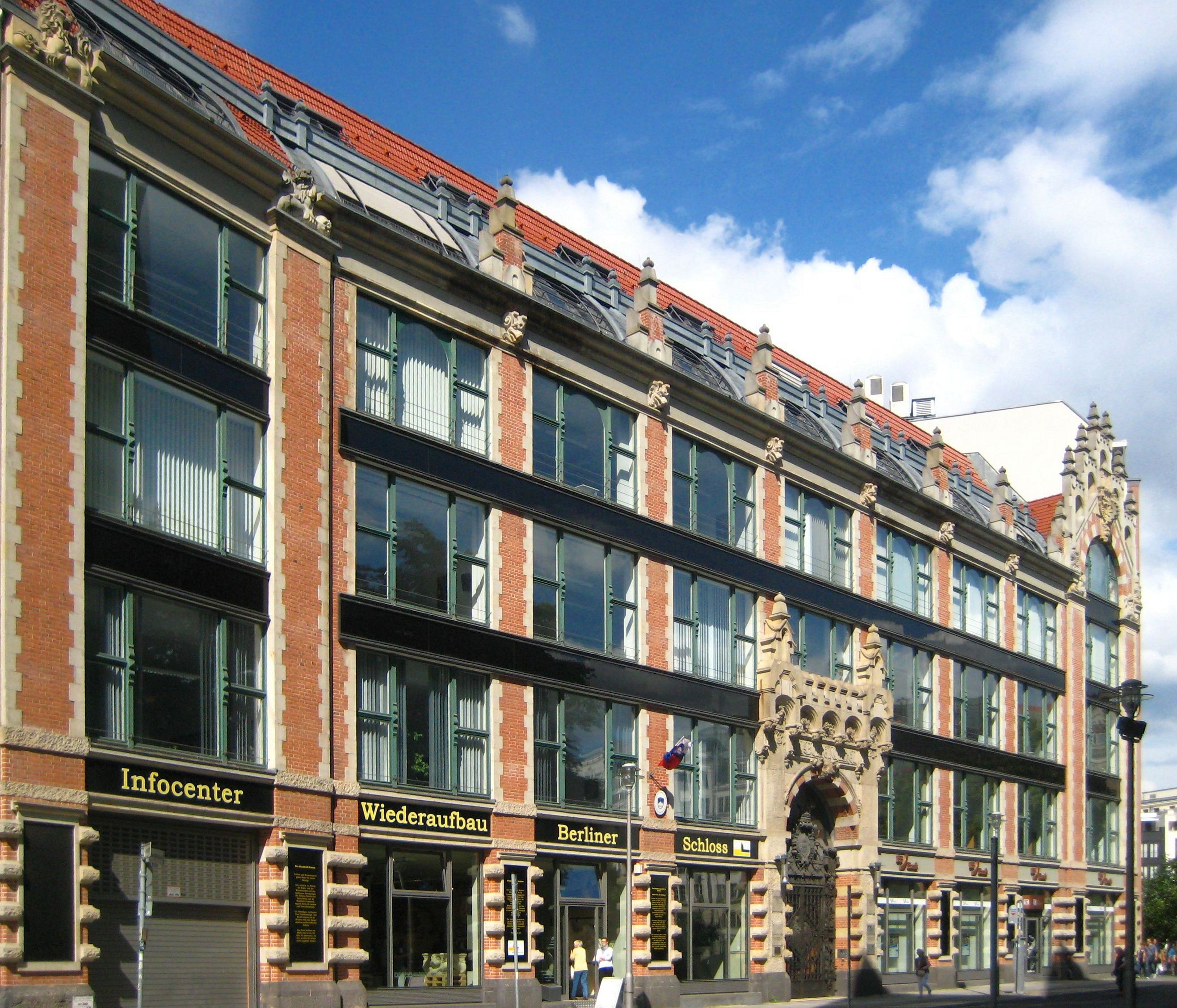
Ambasada Słowenii w Berlinie

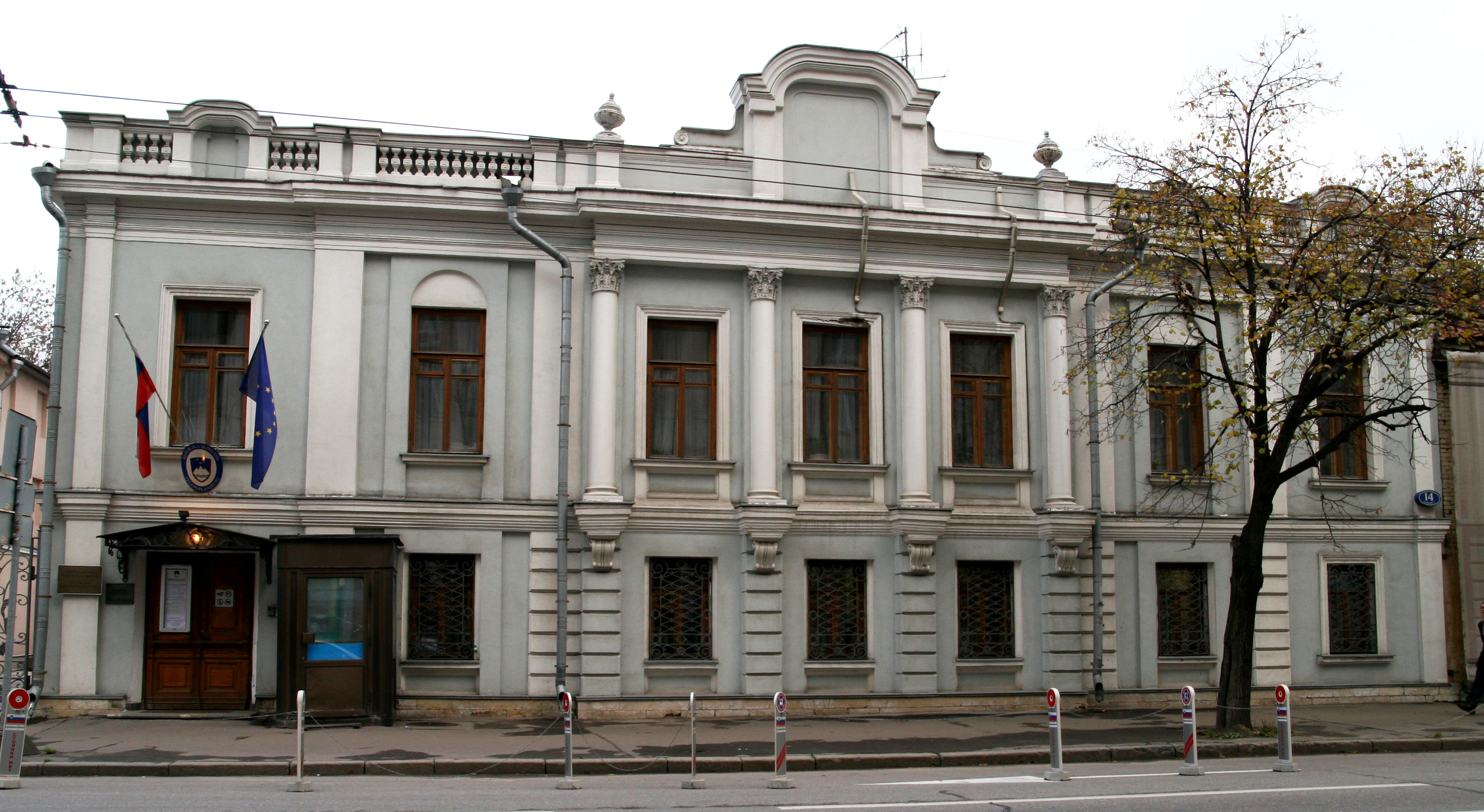
Ambasada Słowenii w Moskwie

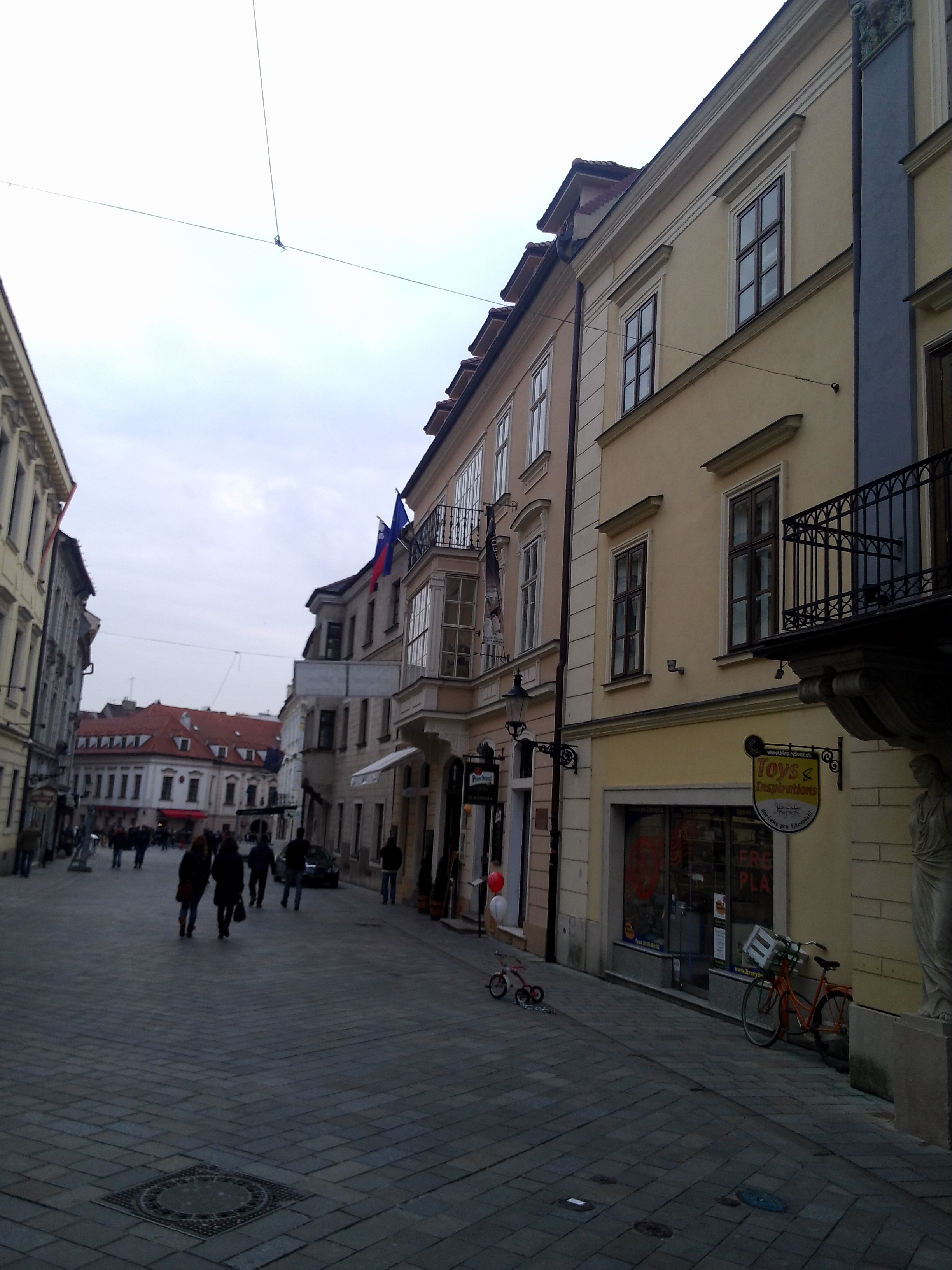
Ambasada Słowenii w Bratysławie

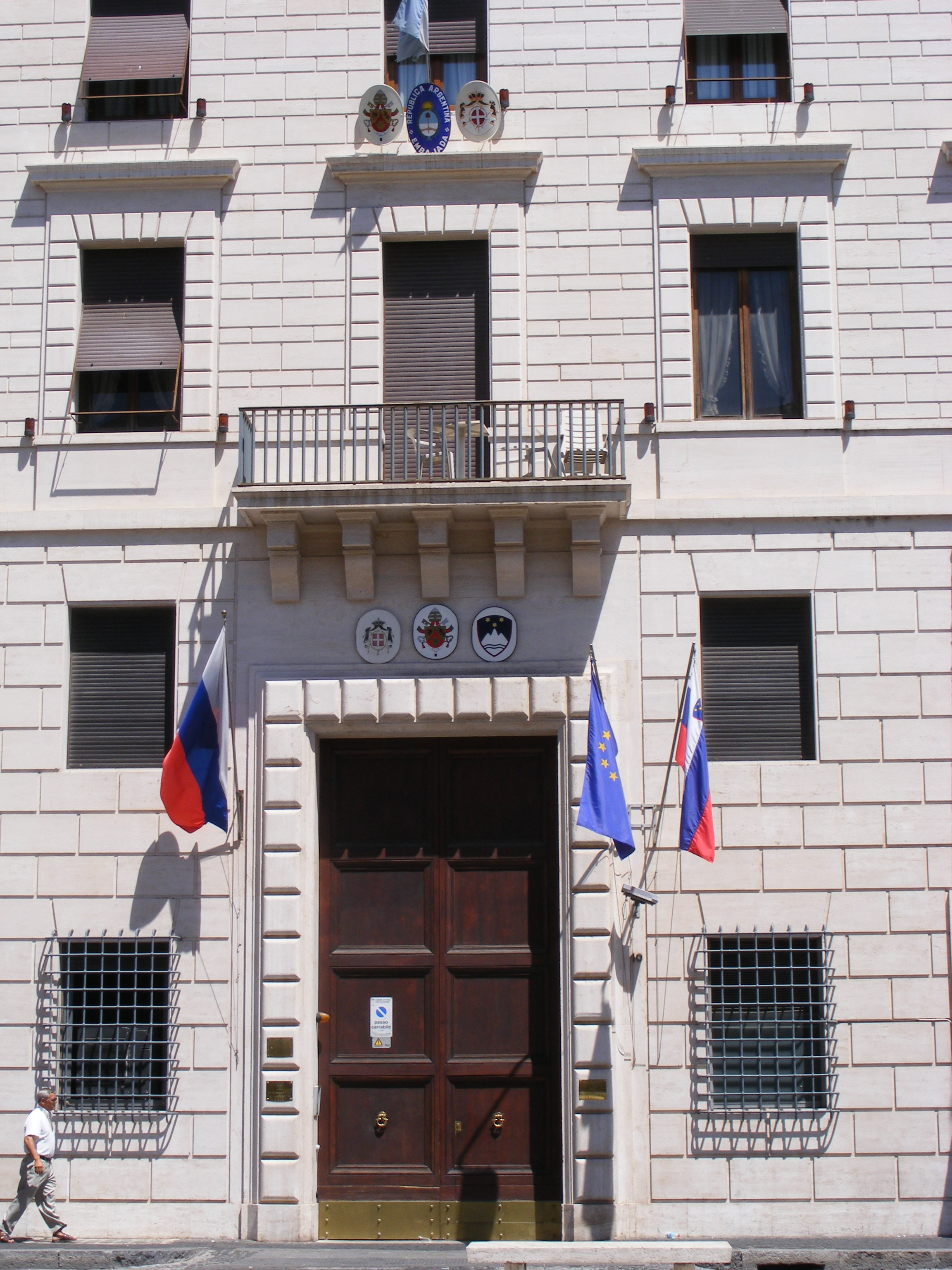
Ambasada Słowenii przy Stolicy Apostolskiej

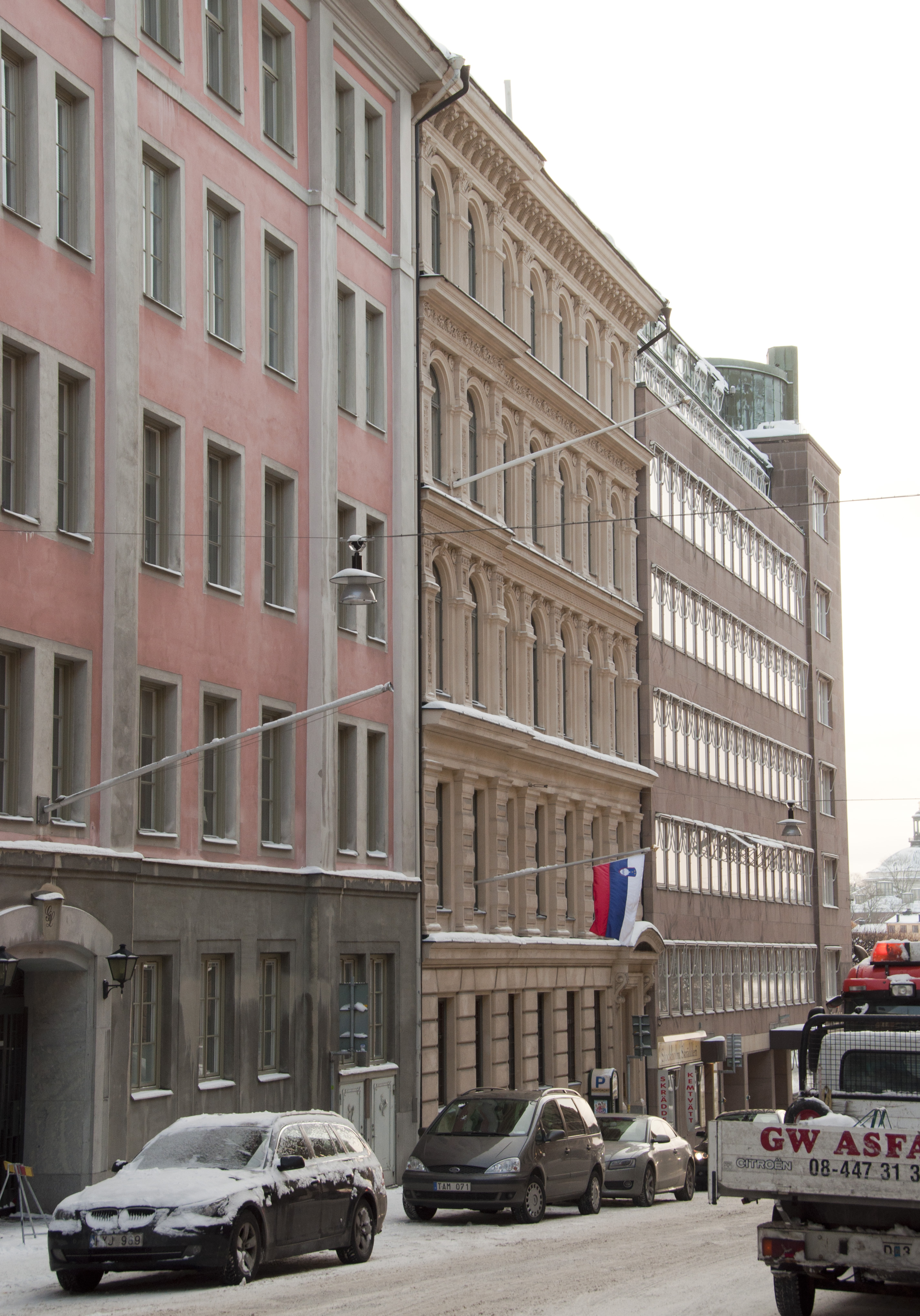
Ambasada Słowenii w Sztokholmie

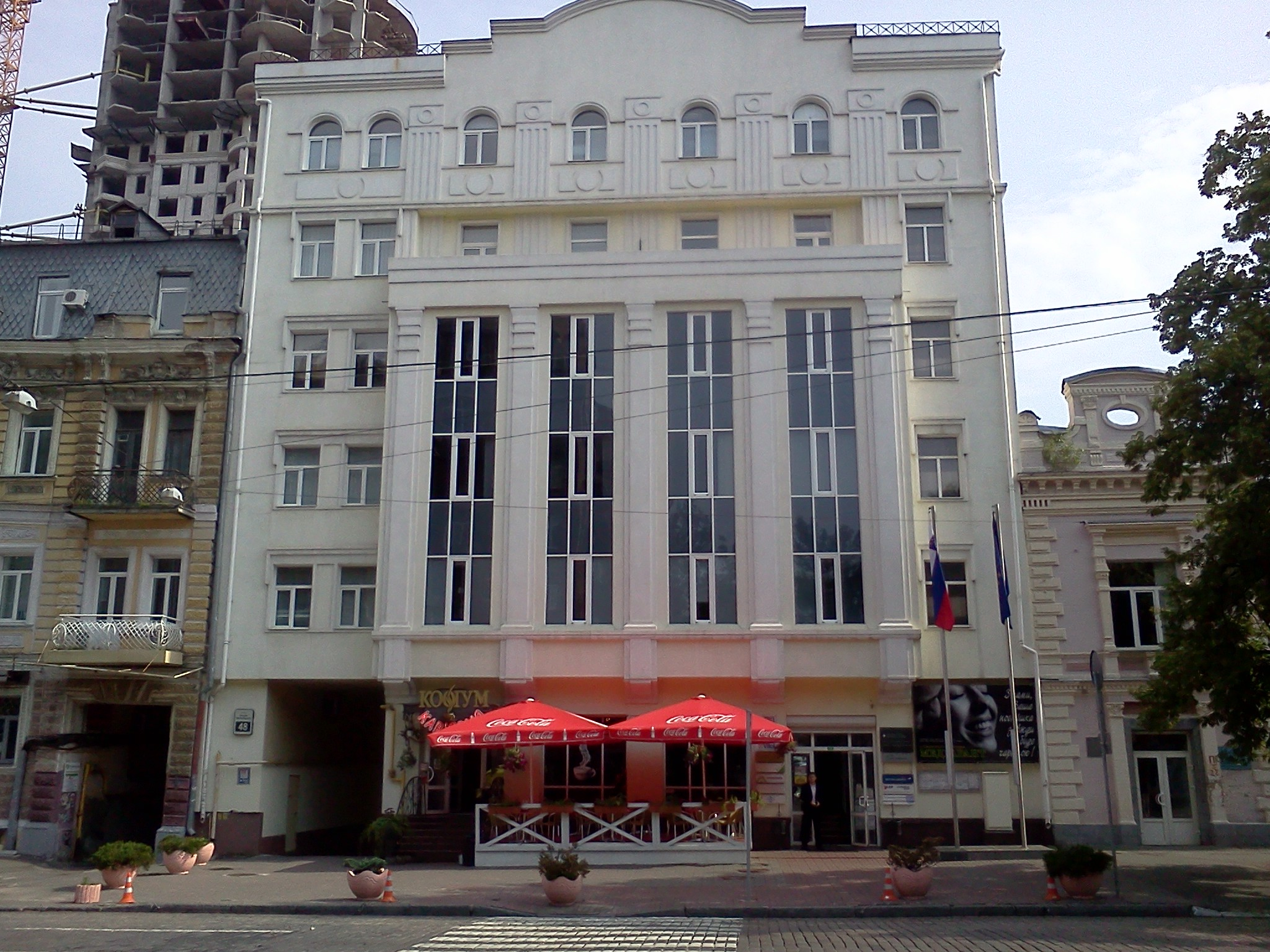
Ambasada Słowenii w Kijowie

  - Klagenfurt am Wörthersee (Konsulat generalny)
- Belgia
  - Bruksela (Ambasada)
- Bośnia i Hercegowina
  - Sarajewo (Ambasada)
- Chorwacja
  - Zagrzeb (Ambasada)
- Czarnogóra
  - Podgorica (Ambasada)
- Czechy
  - Praga (Ambasada)
- Dania
  - Kopenhaga (Ambasada)
- Francja
  - Paryż (Ambasada)
- Grecja
  - Ateny (Ambasada)
- Hiszpania
  - Madryt (Ambasada)
- Holandia
  - Haga (Ambasada)
- Kosowo
  - Prisztina (Ambasada)
- Macedonia Północna
  - Skopje (Ambasada)
- Niemcy
  - Berlin (Ambasada)
  - Monachium (Konsulat generalny)
- Polska
  - Warszawa (Ambasada)
- Rosja
  - Moskwa (Ambasada)
- Rumunia
  - Bukareszt (Ambasada)
- Serbia
  - Belgrad (Ambasada)
- Słowacja
  - Bratysława (Ambasada)
- Stolica Apostolska
  - Rzym (Ambasada)
- Szwajcaria
  - Berno (Ambasada)
- Turcja
  - Ankara (Ambasada)
- Ukraina
  - Kijów (Ambasada)
- Węgry
  - Budapeszt (Ambasada)
  - Szentgotthárd (Konsulat generalny)
- Wielka Brytania
  - Londyn (Ambasada)
- Włochy
  - Rzym (Ambasada)
  - Triest (Konsulat generalny)

## Ameryka Północna, Środkowa i Karaiby
- Kanada
  - Ottawa (Ambasada)
- Stany Zjednoczone
  - Waszyngton (Ambasada)
  - Cleveland (Konsulat generalny)

## Ameryka Południowa
- Argentyna
  - Buenos Aires (Ambasada)
- Brazylia
  - Brasília (Ambasada)

## Afryka
- Egipt
  - Kair (Ambasada)

## Azja
- Chiny
  - Pekin (Ambasada)
- Indie
  - Nowe Delhi (Ambasada)
- Iran
  - Teheran (Ambasada)
- Izrael
  - Tel Awiw-Jafa (Ambasada)
- Japonia
  - Tokio (Ambasada)
- Palestyna
  - Ramallah (Przedstawicielstwo)

## Australia i Oceania
- Australia
  - Canberra (Ambasada)

## Organizacje międzynarodowe
- Nowy Jork - Stałe Przedstawicielstwo przy Organizacji Narodów Zjednoczonych
- Genewa - Stałe Przedstawicielstwo przy Biurze Narodów Zjednoczonych i innych organizacjach
- Bruksela - Stałe Przedstawicielstwo przy Unii Europejskiej
- Strasburg - Stałe Przedstawicielstwo przy Radzie Europy

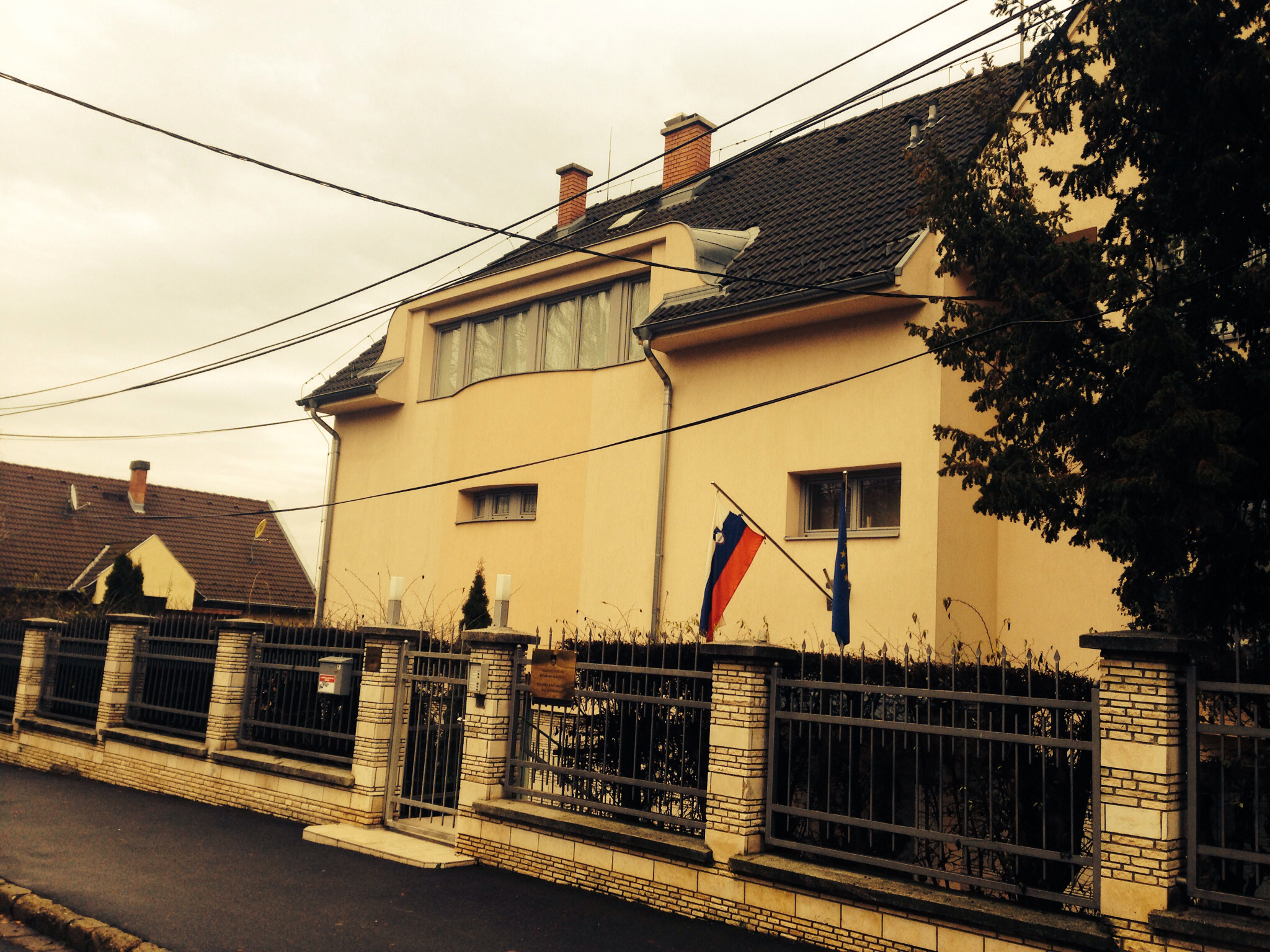
Ambasada Słowenii w Budapeszcie
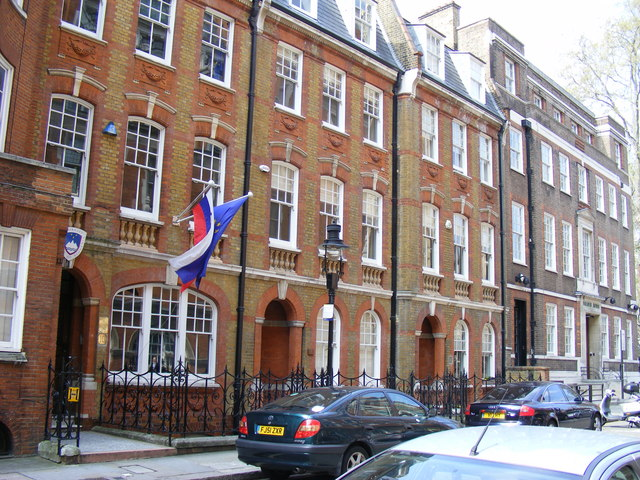
Ambasada Słowenii w Londynie
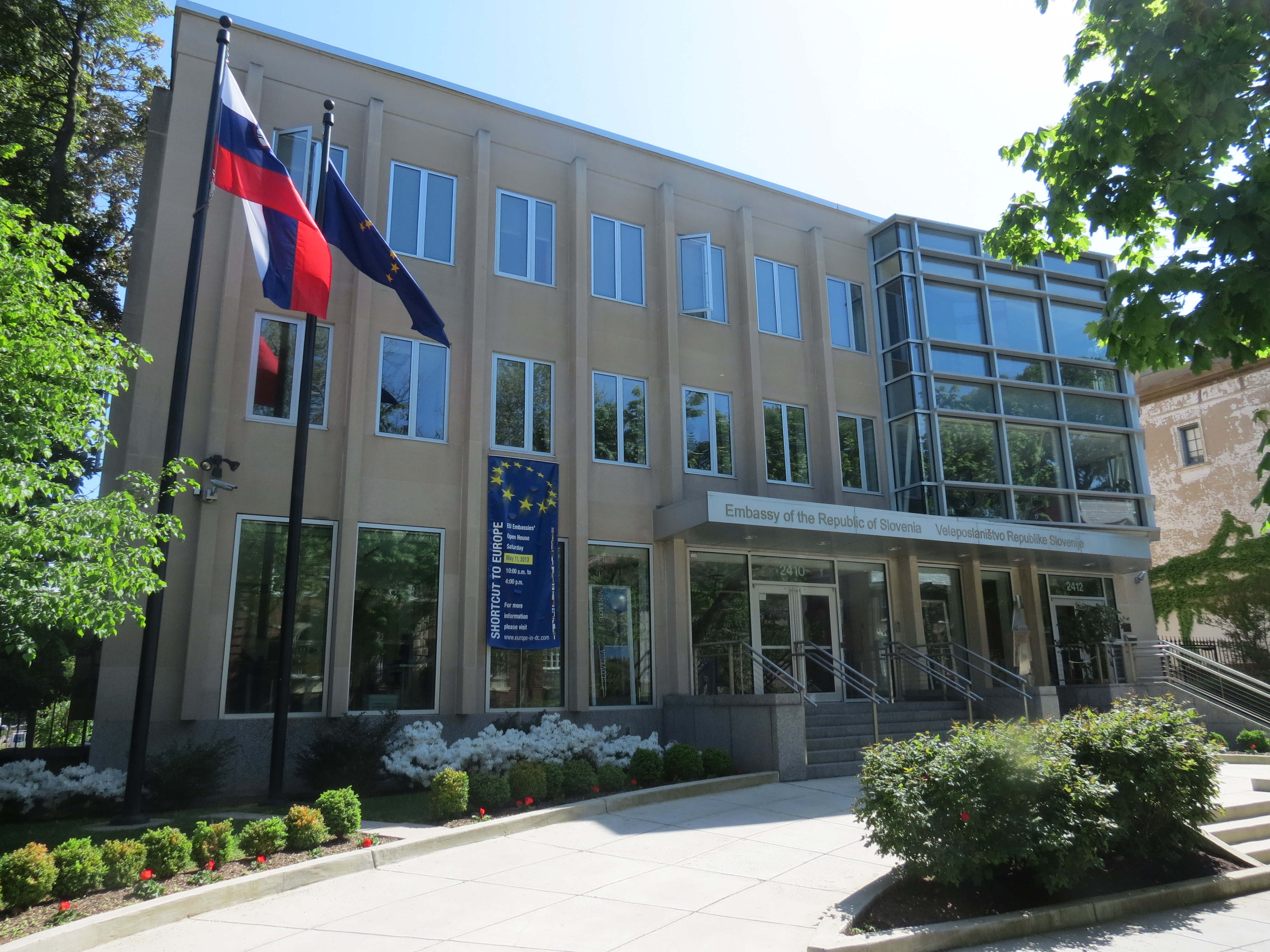
Ambasada Słowenii w Waszyngtonie
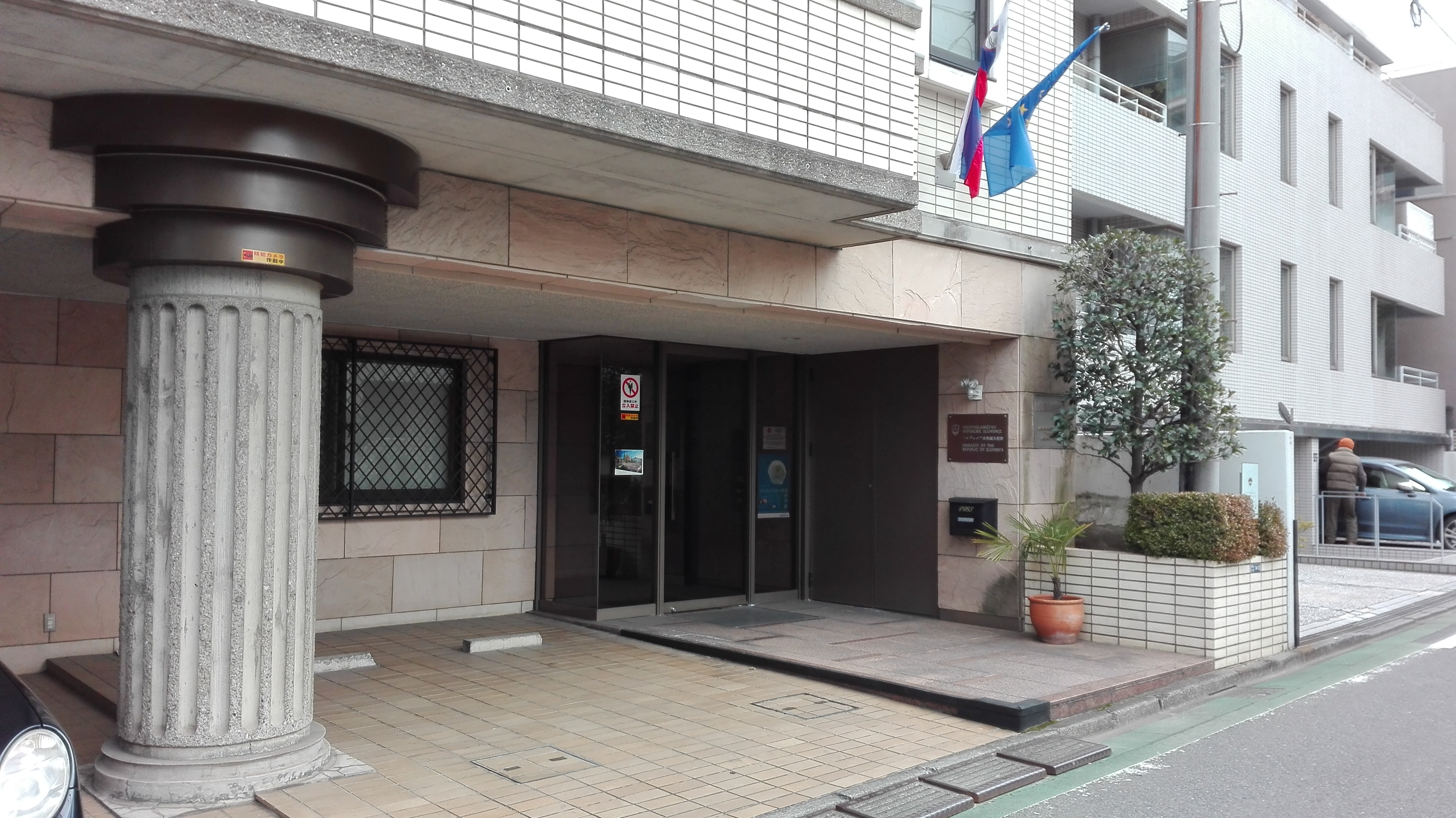
Ambasada Słowenii w Tokio